# Pismo jawajskie

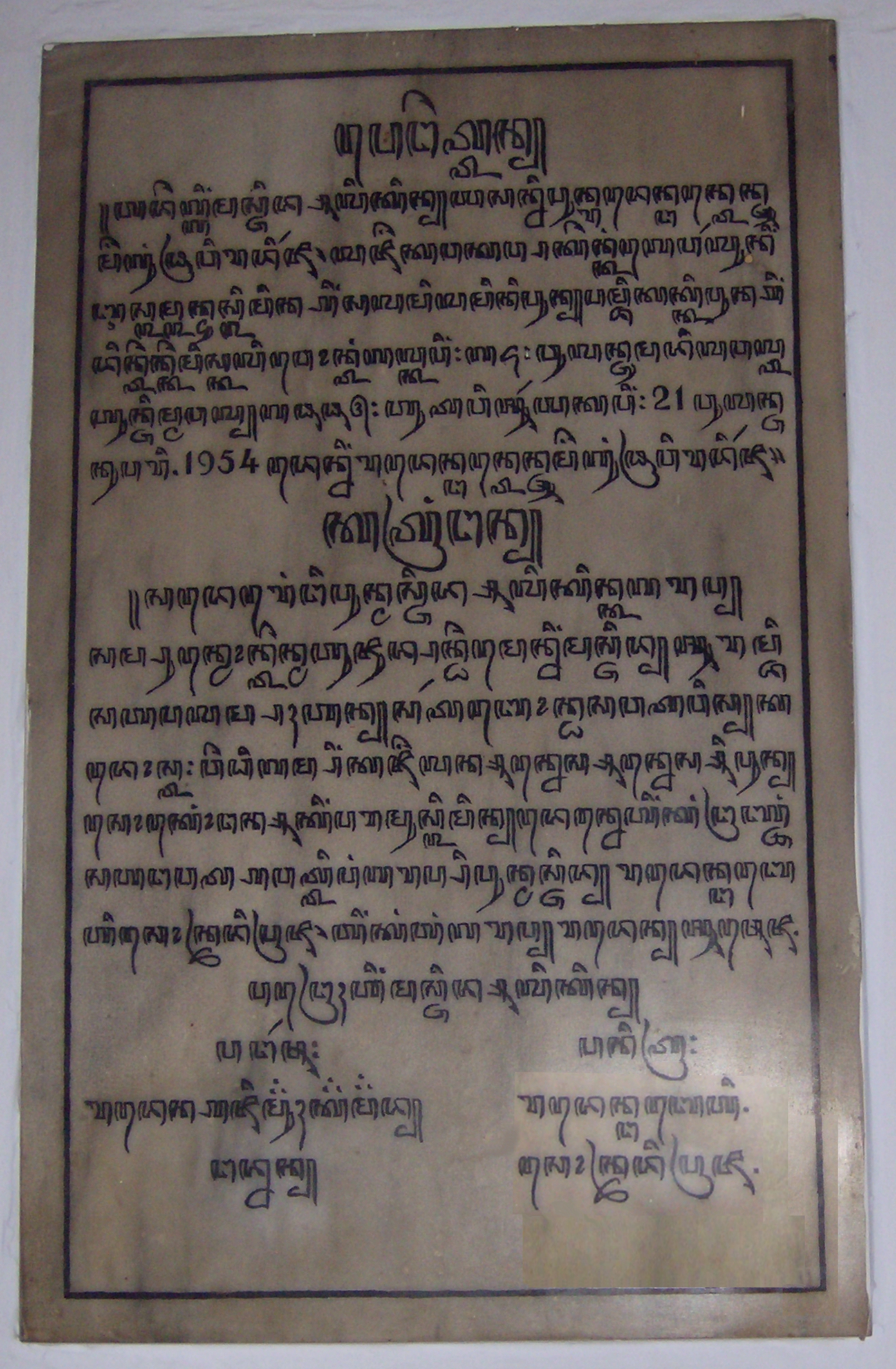
Inskrypcja w języku jawajskim

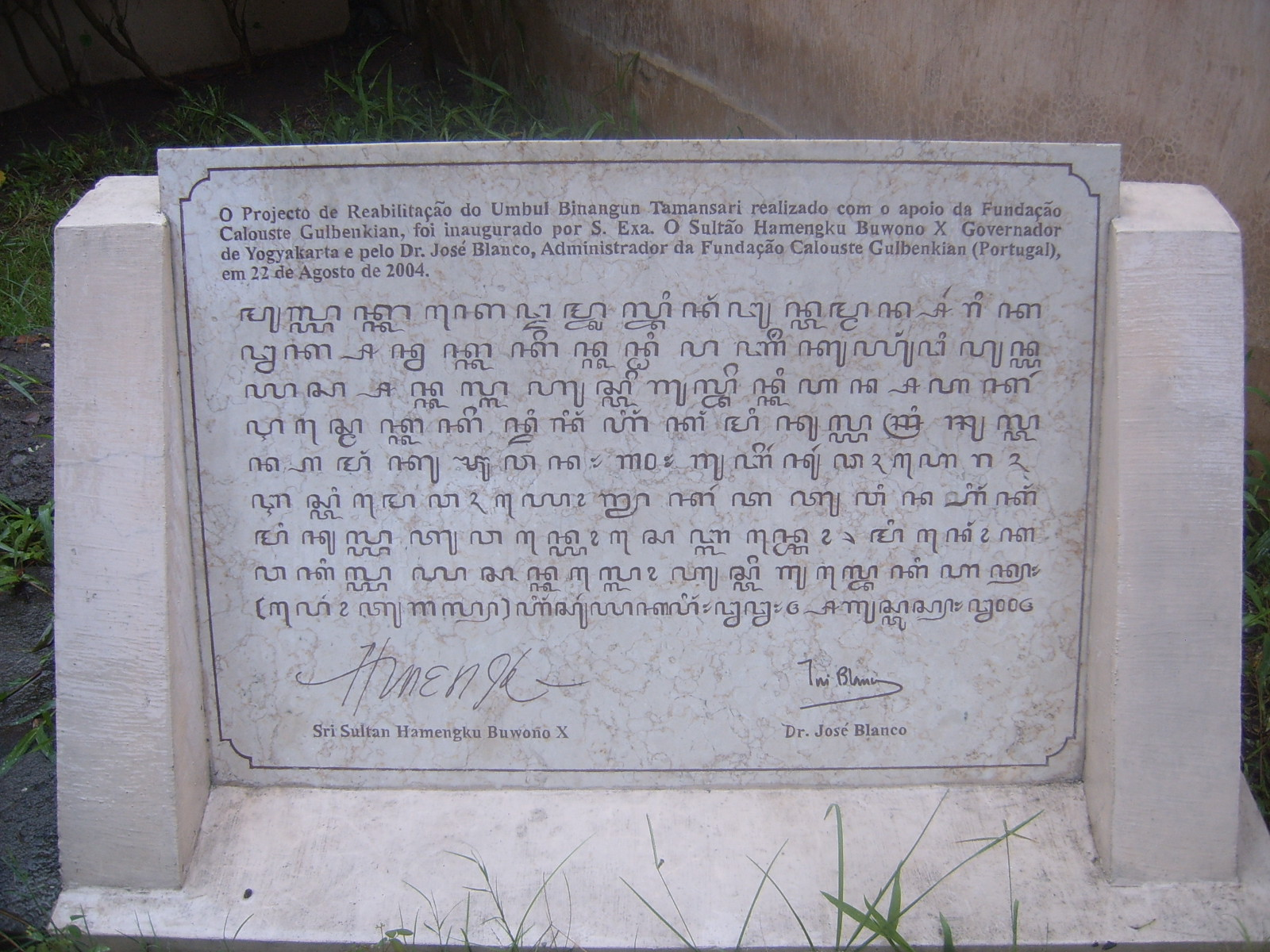
Tekst w piśmie jawajskim

Pismo jawajskie, hanacaraka, alfabet jawajski, pismo kawi – stary alfabet sylabiczny pochodzenia indyjskiego używany do zapisywania języka jawajskiego, a także w uproszczonej wersji do zapisu języka sundajskiego. 

## Historia
Używany jeszcze niekiedy także współcześnie alfabet jawajski (znany od XVI w.) jest odmianą starszej formy pisma zwanej kawi, wprowadzonej na Jawie wraz z przybyciem buddyzmu i hinduizmu.
Pismo jawajskie zostało praktycznie wyparte przez alfabet łaciński, który odgrywa dominującą rolę i jest preferowany w większości domen (piśmiennictwo, teksty pisane odręcznie, komunikacja internetowa). Podstawy tradycyjnego systemu pisma są nauczane w szkołach; ponadto podejmuje się próby promowania pisma jawajskiego w przestrzeni publicznej (na tablicach z nazwami ulic, nazwami instytucji itp.).

## Charakterystyka
Pismo jawajskie jest typową indyjską abugidą. Każda z dwudziestu liter reprezentuje spółgłoskę z domyślną samogłoską ɔ. Inne samogłoski zaznaczane są za pomocą znaków diakrytycznych.